# 陳德烈
陳德烈（1982年3月1日—），臺灣男演員、模特兒。出生於臺北市，曾主演多部電視劇、電影及主持節目。也有拍攝廣告、音樂錄影帶。
畢業於國立高雄餐旅學院二專部中餐廚藝科，為延緩兵役，再就讀景文技術學院二技部餐飲管理系。2015年開始讀醒吾科技大學觀光休閒系碩士班，2017年取得碩士學位。領有中餐烹調及西餐烹調技術士證，並以「型男主廚」形象參與健康美食節目《別讓身體不開心》和出版烹飪書籍。因為脊椎患有椎弓解離症，所以不用服兵役。

## 電視劇
| 首播             | 頻道                   | 劇名                   | 飾演         |
|                  | 華視                   | 《莒光園地-鼓舞》      | 正亞         |
|                  | 華視                   | 《莒光園地-晴天》      |              |
| 2002             | 華視                   | 《麻辣鮮師》           | 郝得烈       |
| 2003             | TVBS-G                 | 《七年級生》           | 鄭湘雲       |
| 2003             | 華視                   | 《無河天》             | 林和吉       |
| 2003             | 東森綜合台             | 《老婆大人》           | 愛迪生       |
| 2003             | 公視                   | 《我的這一班》         | 陳瑞杰       |
| 2004             | 八大綜合台             | 《撞球小子》           | 暴龍         |
| 2005             | 中視                   | 《雙璧傳說》           | 子傑         |
| 2005             | 珠江電視台             | 《中華英雄》           | 華劍雄       |
| 2005             | 民視                   | 《追風少年》           | 張居正       |
| 2006             | 華視                   | 《戀愛女王》           | 李宇信       |
| 2006             | 衛視中文台             | 《驚異傳奇》超完美男人 | 林宇翔       |
| 2007             | 華視                   | 《麻雀愛上鳳凰》       | 趙偉杰       |
| 2007             | 華視                   | 《我要變成硬柿子》     | 王超猛       |
| 2008             | 華視                   | 《歡喜來逗陣》         | 陳傑義       |
| 2009             | 公視                   | 《我的青春ㄌㄨˋ》      | 邱弘翔       |
| 2010             | 民視                   | 《新兵日記》           | 林博文       |
| 2010             | 公視                   | 《向日葵》             | 高明         |
| 2011             | 台視、 三立都會台      | 《勇士們》             | 杜俊         |
| 2012             | 台視                   | 《女人花》             | 高飛         |
| 台視、三立都會台 | 《我租了一個情人》     | 王大帥                 |              |
| 2014             | 大愛電視台             | 《頂坡角上的家》       | 張瑞祥       |
| 2015             | 大愛電視台             | 《月娘》               | 陳中尉       |
| 2015             | 三立都會台、東森綜合台 | 《軍官·情人》          | 狄驤         |
| 2016             | CHOCO TV               | 《我們是歐爸》         | 朱雙全朱雙好 |
| 2018             | 台視 、三立都會台      | 《高校英雄傳》         | 陳德烈       |
| 2018             | 愛奇藝                 | 《海角戀人》           | 申振東       |
| 2018             | 大愛電視台             | 《幸福 遲到了》        | 張漢欽       |
| 2024             | 大愛電視台             | 《你準備萌芽了嗎？》   | 建國         |

## 電影
| 年份 | 片名               | 飾演 | 導演   | 類型 |
| 2005 | 《月光下，我記得》 | 俊明 | 林正盛 | 上映 |
| 2012 | 《極限衝鋒》       | 胡正 |        |      |

## 音樂錄影帶
| 年份 | 歌名             | 收錄專輯          |
| 2004 | 《愛你的兩個我》 | 溫嵐 《溫室效應》 |
| 2008 | 《不想睡》       | 游喧《修理愛》    |
| 2009 | 《暗戀》         | 張智成《暗戀》    |

## 出版作品

### 書籍
| 年份 | 書名                                                         | 出版社                   | ISBN               |
| 2011 | 《大丈夫！陳德烈45道犀利食譜：料理節目教會我的15分鐘上菜術》 | 推守文化                 | ISBN 9789866570520 |
| 2012 | 《好評超人氣88道平底鍋料理~簡單、快速、美味》                | 幸福文化                 | ISBN 9789868826229 |
| 2013 | 《10分鐘速料理：陳德烈的88道快手菜輕鬆上桌》                 | 日日幸福                 | ISBN 9789868969131 |
| 2016 | 《陳德烈的日常小廚房：60道家庭味料理》                       | 帕斯頓數位多媒體有限公司 | ISBN 9789869229944 |

## 主持作品
| 年份 | 頻道       | 節目                 | 附註                                     |
|      | 台視       | 《旗開得勝少年兵團》 |                                          |
|      | TVBS歡樂台 | 《小女人下午茶》     |                                          |
|      | 東森戲劇台 | 《食全食美》         |                                          |
|      | 中天娛樂台 | 《旅行快餐車》       |                                          |
| 2010 | TVBS歡樂台 | 《吃飯皇帝大》       | 與梁赫群、蔣偉文共同主持                 |
|      | 衛視中文台 | 《世界我做煮》       |                                          |
| 2015 | 中天娛樂台 | 《麻辣同學會》       | 與謝祖武、潘若迪、沈玉琳、杜詩梅共同主持 |
|      | 東森綜合台 | 《東森旅遊玩樂誌》   |                                          |
|      | 三立都會台 | 《愛玩客快客廚房》   |                                          |
| 2017 | 愛奇藝     | 《姐姐好餓》         | 擔任第2季幫廚                            |
|      | 八大第一台 | 《本來滋味》         |                                          |

## 廣告代言
- 樂扣樂扣品牌代言人
- 中華電信、ADSL
- 哈電族
- 三菱汽車
- 麥當勞
- 四季醬油
- 味王強強滾
- 奧利多天然水
- 華歌爾
- 寶健運動飲料
- 愛之味吸的豆花
- NISSAN汽車耍酷男
- 全家便利商店
- 妙管家-爐罐領航家

#### 綜藝節目
- 2024年 台視主頻 ,八大綜合台,Netflix《嗨！營業中第四季》小幫手

## 外部連結
- 陳德烈的新浪微博
- 陳德烈的Instagram帳戶
- 陳德烈粉絲團的Facebook專頁
- 陳德烈在互联网电影资料库（IMDb）上的資料（英文）
- 陳德烈在豆瓣上的资料（简体中文）